# Pachyseris

Pachyseris es un género de corales de la familia Agariciidae, y pertenecen al grupo de los corales duros, orden Scleractinia.
Su esqueleto es macizo y está compuesto de carbonato cálcico. Tras la muerte del coral, su esqueleto contribuye a la generación de nuevos arrecifes en la naturaleza, debido a que la acción del CO2 convierte muy lentamente su esqueleto en bicarbonato cálcico, sustancia ésta asimilable directamente por las colonias coralinas. 

## Especies
El Registro Mundial de Especies Marinas acepta las siguientes especies, de las que la UICN valora sus estados de conservación:
- Pachyseris foliosa. Veron, 1990. Estado: Preocupación menor ver 3.1
- Pachyseris gemmae. Nemenzo, 1955. Estado: Casi amenazada ver 3.1
- Pachyseris inattesa Benzoni & Terraneo, 2014. Estado: No evaluado
- Pachyseris involuta. Studer, 1878. Estado: Vulnerable A4ce ver 3.1
- Pachyseris rugosa. (Lamarck, 1801). Estado: Vulnerable A4cd ver 3.1
- Pachyseris speciosa. (Dana, 1846). Estado: Preocupación menor ver 3.1

- Pachyseris fluctuosa Verrill, 1864 (nomen dubium)

## Galería

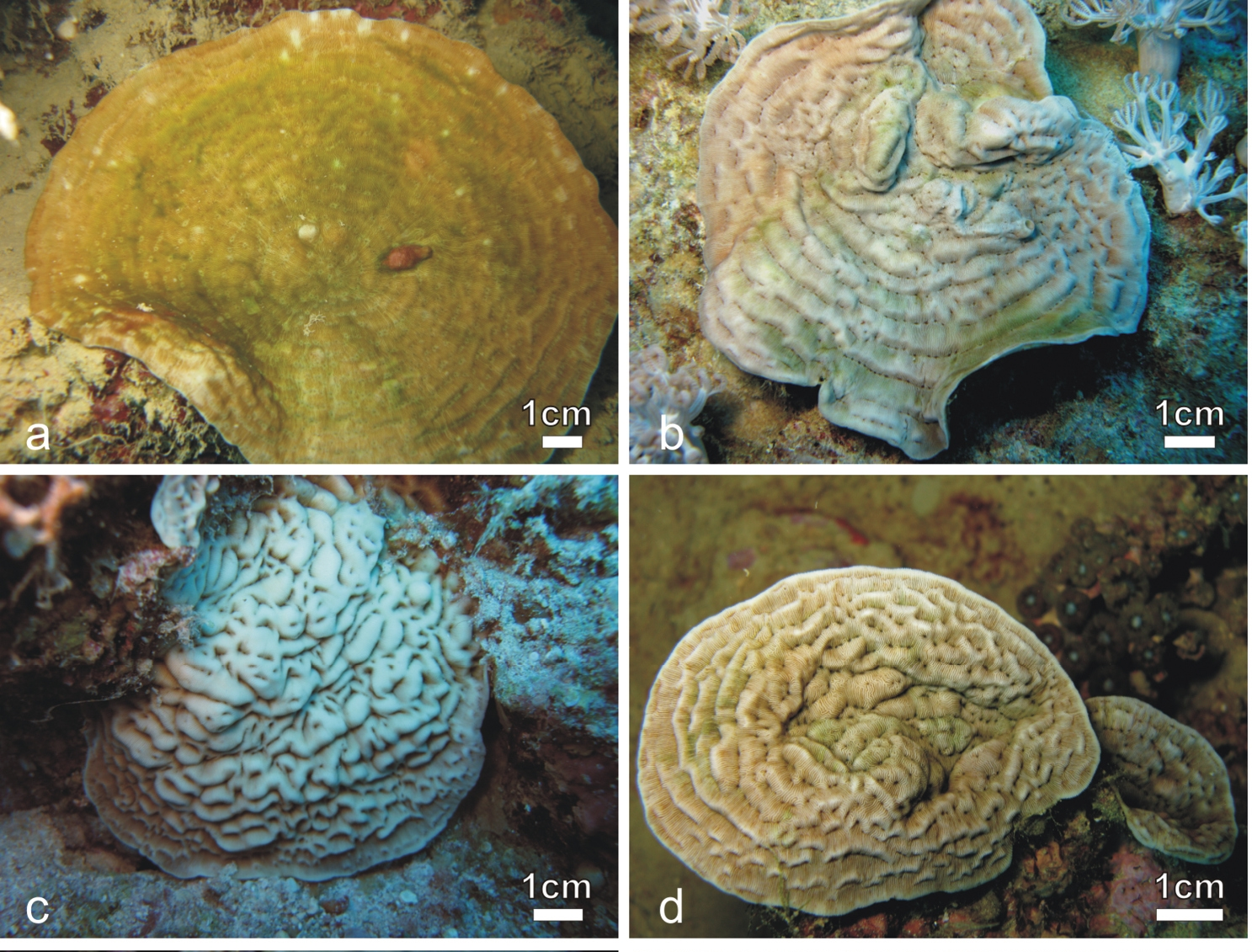
Colonias de P. inattesa
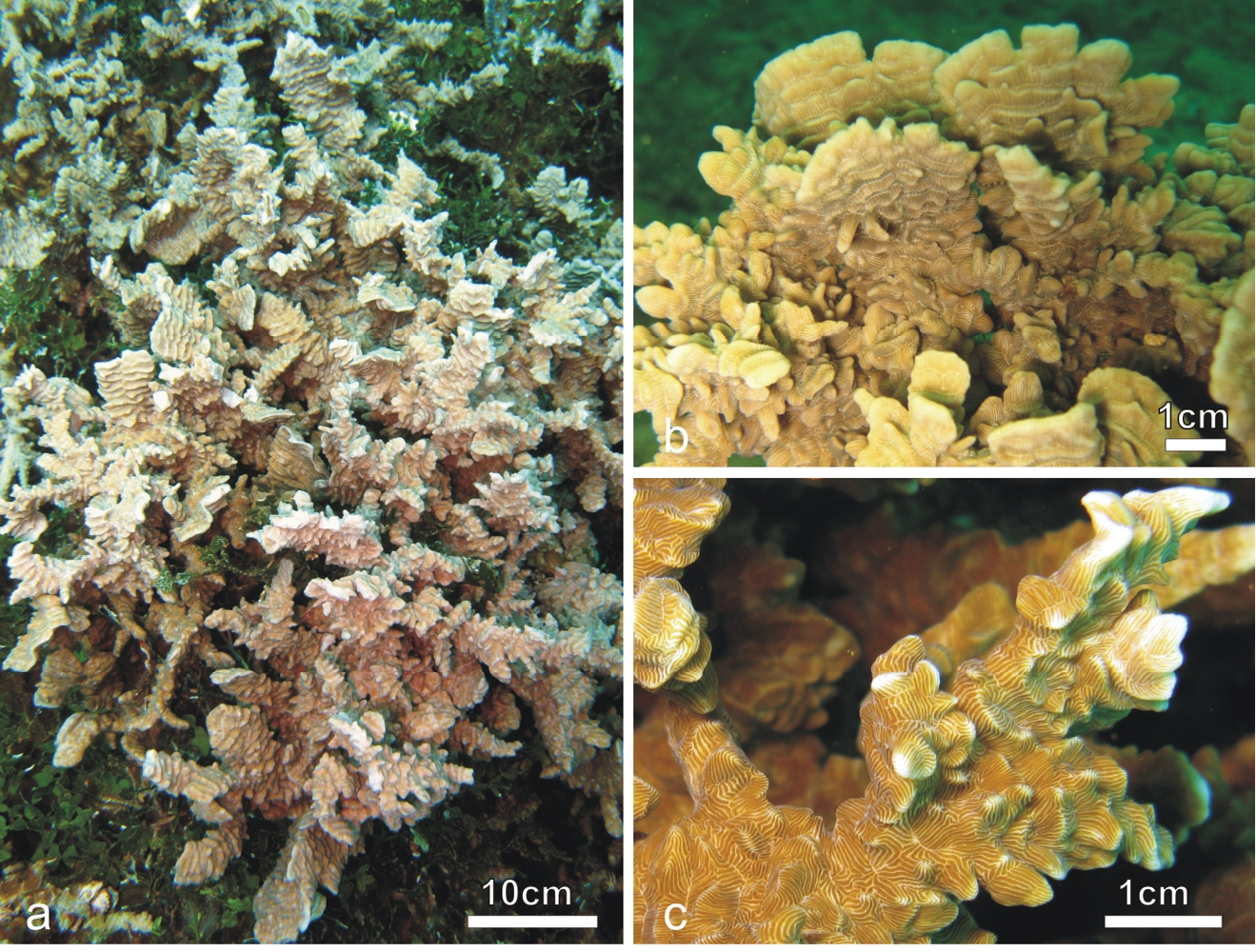
Colonias de P. rugosa
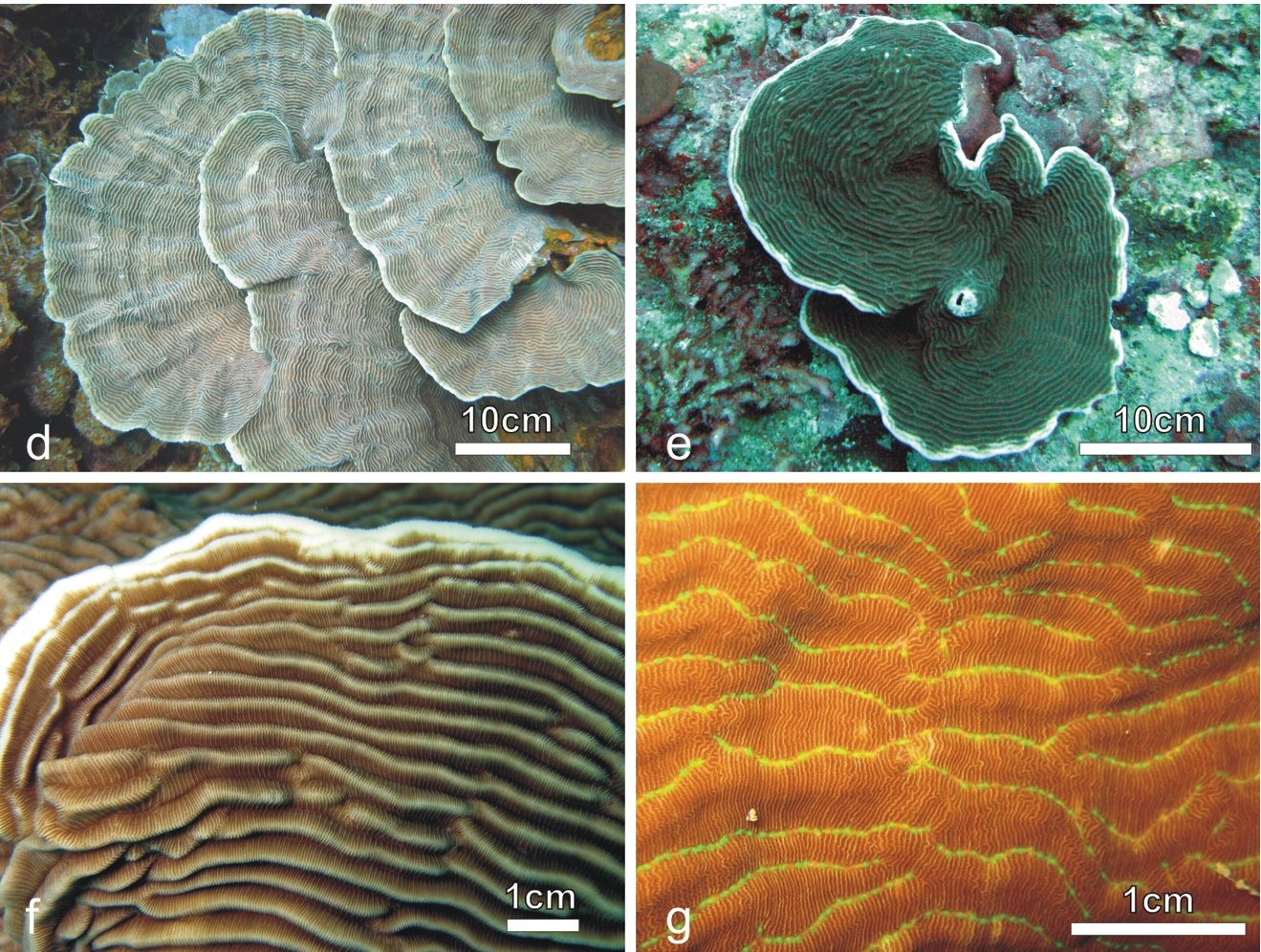
Colonias de P. speciosa

## Morfología
Colonias con varias morfologías: laminares, foliáceas o columnares. Pueden ser unifaciales o bifaciales, o que forman coralitos en una o ambas caras de las "hojas" de la colonia. Diversas especies escogen más de una de esas formas, en respuesta a las condiciones ambientales. El aspecto de los corallum, o esqueletos coloniales, de las colonias es distintivo, siendo las crestas y valles muy contorsionados. El patrón de septos y valles se sobrepone sobre cualquier contorsión de la superficie.
La superficie de las colonias se conforma por una serie de crestas y valles concéntricos, y paralelos a los márgenes exteriores. Los coralitos tienen más de 5 mm de diámetro, y sus centros no son distinguibles. La columela tiene márgenes lobulados o ausente. Los septocosta están uniforme y herméticamente compactados.

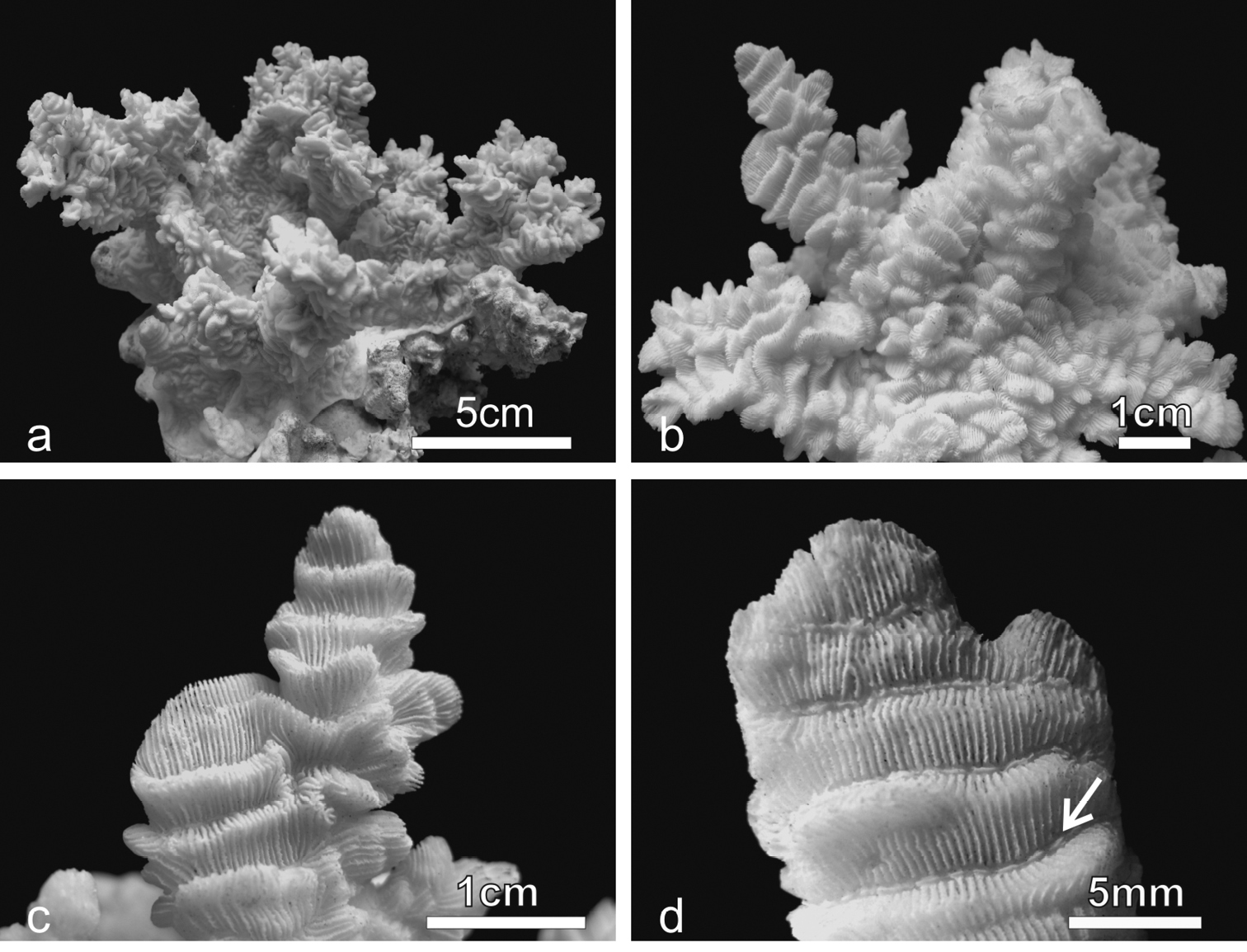
Corallum de P. rugosa
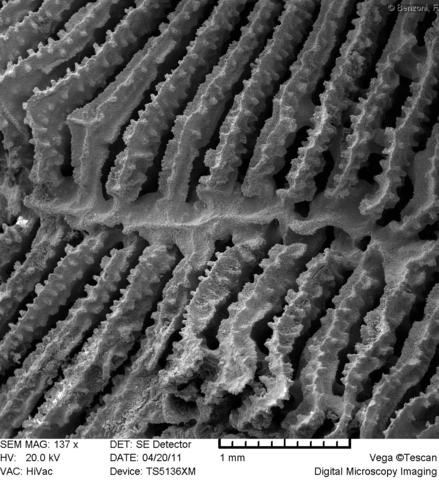
Septocosta de P. rugosa
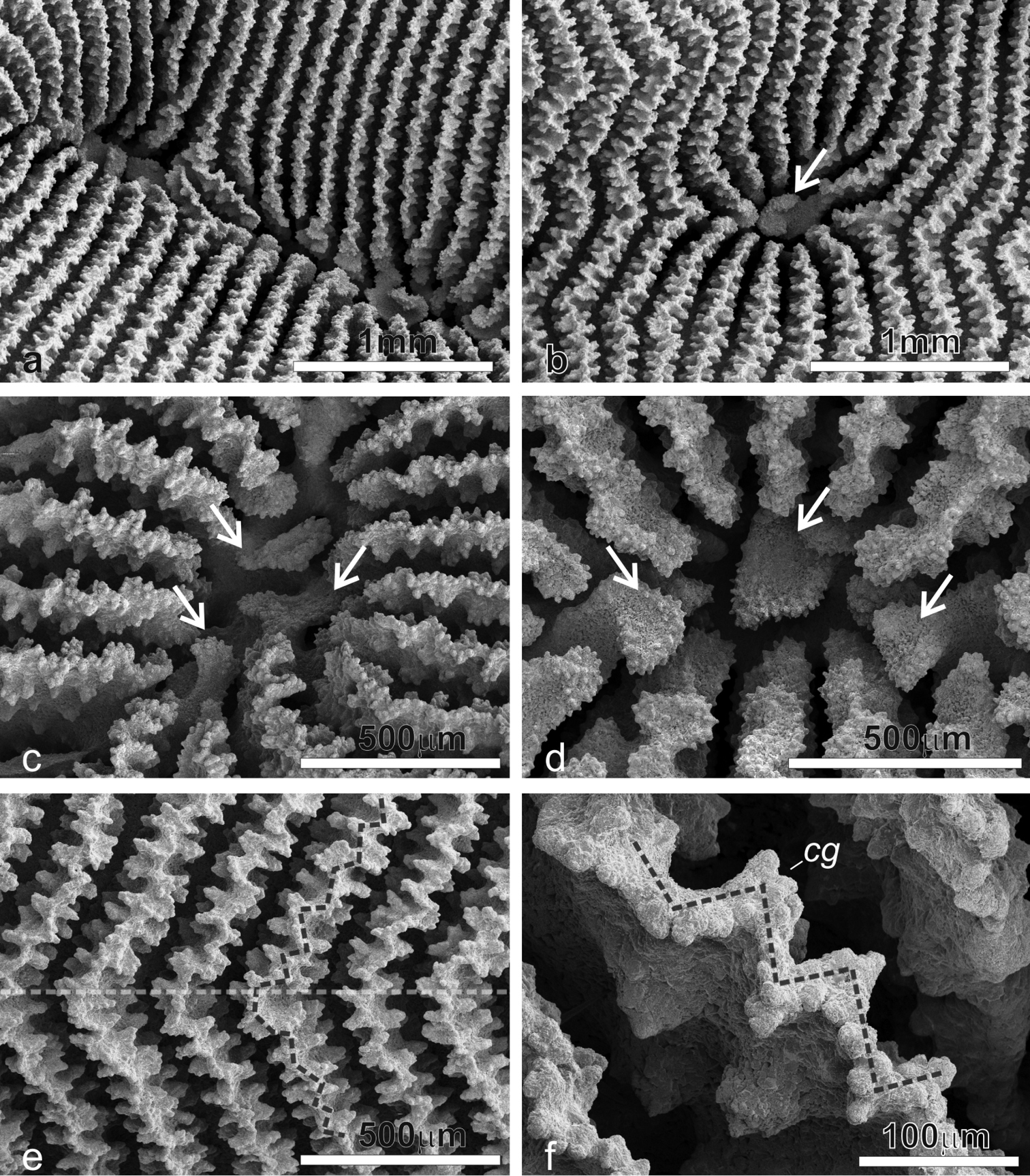
Septos de P. inattesa

No se han observado los pólipos expandidos, ni de día, ni de noche.
De color marrón, verde o crema. Normalmente con los extremos de las colonias en tonos pálidos o blancos, 

## Hábitat y distribución
Su distribución geográfica comprende las aguas tropicales del océano Indo-Pacífico, desde África oriental, mar Rojo, Arabia Saudí, India, Indonesia, Malasia, Filipinas, Japón, Nueva Guinea, Australia e islas del Pacífico central.
Habita en diversas partes del arrecife: laderas, mesetas y lagunas, en zonas de oleaje medio a fuerte, entre 1 y 64 m de profundidad, y en un rango de temperaturas entre 23.98 y 28.95 (°C).

## Alimentación
Los pólipos contienen algas simbióticas; mutualistas, ambos organismos se benefician de la relación, llamadas zooxantelas. Las algas realizan la fotosíntesis produciendo oxígeno y azúcares, que son aprovechados por los pólipos, y se alimentan de los catabolitos del coral, especialmente fósforo y nitrógeno. Esto les proporciona del 70 al 95% de sus necesidades alimenticias. El resto lo obtienen atrapando plancton y materia disuelta en la columna de agua.

## Reproducción
Las colonias producen esperma y huevos que se fertilizan en el agua. Las larvas deambulan por la columna de agua hasta que se posan y fijan en el lecho marino, una vez allí se convierten en pólipos y comienzan a secretar carbonato cálcico para construir su esqueleto, o coralito. Posteriormente, se reproducen asexualmente por gemación, dando origen a otros ejemplares, y conformando así la colonia.